# NGC 5748
NGC 5748 је спирална галаксија у сазвежђу Волар која се налази на NGC листи објеката дубоког неба.
Деклинација објекта је + 21° 55' 0" а ректасцензија 14h 45m 5,0s. Привидна величина (магнитуда) објекта NGC 5748 износи 14,5 а фотографска магнитуда 15,3. NGC 5748 је још познат и под ознакама CGCG 134-29, NPM1G +22.0469, PGC 52672.